# بو هولتن
بو هولتن (بالدنماركية: Bo Holten)‏ هو ملحن دنماركي، ولد في 22 أكتوبر 1948.

## وصلات خارجية
- بو هولتن على موقع IMDb (الإنجليزية)
- بو هولتن على موقع ألو سيني (الفرنسية)
- بو هولتن على موقع ميوزك برينز (الإنجليزية)
- بو هولتن على موقع أول موفي (الإنجليزية)
- بو هولتن على موقع قاعدة بيانات الأفلام السويدية (السويدية)
- بو هولتن على موقع أول ميوزيك (الإنجليزية)
- بو هولتن على موقع ديسكوغز (الإنجليزية)
- بو هولتن على موقع قاعدة بيانات الفيلم (الإنجليزية)
- بو هولتن على موقع كينوبويسك (الروسية)